# 道化師のソネット
「道化師のソネット」（どうけしのソネット）は、シンガーソングライター・さだまさしが1980年2月25日にリリースしたシングル曲である。「道化師」は曲名では「どうけし」と読むが、詩において実際に歌う際には「ピエロ」の読みとなる。

## 楽曲解説

### 道化師のソネット
「雨やどり」、「関白宣言」、「親父の一番長い日」、「防人の詩」、「北の国から〜遥かなる大地より〜」などとともに、さだの代表作のひとつとされている。
さだ自身が主演・音楽監督を務めた映画『翔べイカロスの翼』の主題歌。2008年4月からのゆうちょCMソングとしても用いられている。
映画『翔べイカロスの翼』は、ピエロとして子どもに夢を与えようと努力しながら、水戸市での興行中に転落死してしまった栗原徹の実話を、草鹿宏著作のノンフィクションをもとに制作している。さだは前年の「関白宣言」の大ヒットにより多忙な日々を送っていたが、その中でロケをこなし、音楽も制作した。音楽を制作したときには大阪のホテルで午後8時から台本を置いて、作品を収録したビデオテープを見ながら4～5時間かけて順に曲を付けていき、最後に主人公の青年が死去するシーンになった。そのシーンの後には青年が死んだことを知らない子どもの台詞が入り、台本には「主題歌」と書かれていた。さだは即興でサビの「笑ってよ君のために～」という歌詩とメロディを同時に思いつき、そこから曲を書き上げたという。シングルのテイクは劇中使用の音源とは異なり、2番の歌詞が一部追加されている。映画『翔べイカロスの翼』はインディーズ作品だったためにヒットというわけにはいかず、長年ビデオ化などもされていなかったが、2012年10月にDVD化された。
さだは詩を完成させた後で「道化師のソネット」というタイトルを付けたが、命名後に詩の行数を数えたら、偶然ソネットの形式通りの14行になっていた、つまり意志的に14行で完成させたから「ソネット」と名付けたわけではない。さだはこの偶然について「神様っているのかもわかんない」とコメントしている。曲は大ヒットしオリコン・チャートでは海援隊の「贈る言葉」に次ぐ2位まで上昇した。現在でもさだのコンサートの重要なレパートリーの一つになっている。
さだのファンを公言する松本人志はこの曲を「生涯で一番聴いているかもしれない」と語っており、歌詞の内容を「芸人の根本や」とまで絶賛している。
さだまさしファンで、さだ本人とも親交が深い立川談春は『サワコの朝』に出演時（2020年1月18日）、「思い出の中で今でも輝いている曲」としてこの曲を紹介した。
2021年12月31日放送の第72回NHK紅白歌合戦に、さだは21回目の出場が決まり、同番組としては初めてこの曲が歌唱される。

### HAPPY BIRTHDAY
文化放送のラジオ番組『さだまさしのセイ!ヤング』が1991年に放送500回を達成した時の記念イベントで、参加したリスナー全員による合奏が行われた。

## 収録曲
「道化師のソネット」と「HAPPY BIRTHDAY」は両A面規格だった。

### SIDE 1
「道化師のソネット」（作詩・作曲：さだまさし、編曲：渡辺俊幸）
映画『翔べイカロスの翼』主題歌
日本航空JALPAK'80キャンペーンCMソング
ゆうちょ銀行CM（2008年4月~）
ユーキャン通信講座CM（2014年1月）

### SIDE A
「HAPPY BIRTHDAY」（作詩・作曲・編曲：さだまさし）
TBS系テレビ水曜劇場『なぜか初恋・南風』主題歌

## カヴァー

### 道化師のソネット
- 岩田光央（1999年 アルバム『気の毒』、2003年 アルバム『ハイ テンション』）
- チキンガーリックステーキ（2004年 シングル）
- 千綿偉功（2008年 シングル『beginning/道化師のソネット』）
- 松浦亜弥（2008年 『さだまさしトリビュート さだのうた』）
- 新妻聖子（2010年 アルバム『アンダンテ』）
- 絵美子（2010年　コンピレーションアルバム『ラヴ イチキュウ ハチマル』）
- 鈴木雅之（2012年 シングル『十三夜』カップリング、「十三夜」はさだが制作・提供した楽曲）
- 岩崎宏美（2012年 アルバム『Dear Friends VI さだまさしトリビュート』）
- RiRiKA（2013年 アルバム『ラストダンスは私に』）
- トワ・エ・モワ（2015年 アルバム『タイム・フォー・アス』）
- CHOPSTICKS（2021年 アルバム『箸やすめ〜青春・卒業・恋 シャイニー&ハーモニー』、新沢としひこと木山裕策のユニット）
- 宮迫博之（2023年 アルバム『セカンドプロポーズ』）
- 石川ひとみ（2023年 アルバム『笑顔の花』）
- ゆず（2023年 アルバム『みんなのさだ』）
- September（2024年 アルバム『September BEST』）